# 沖原佳典
沖原 佳典（おきはら よしのり、1972年7月27日 - ）は、愛媛県松山市出身の元プロ野球選手（内野手、右投右打）・コーチ。

## 来歴・人物

### プロ入り前
松山市立城西中学校から愛媛県立西条高等学校へ進む。2年生の時、三塁手として1989年の第61回選抜に出場。1回戦で和田一浩のいた県岐阜商を破るが、2回戦の龍谷高に延長12回の末、敗れた。同年夏の愛媛大会では準決勝に進むが、宮下典明のいた新田高に延長13回の末に惜敗。同年の秋季四国大会は準決勝で高松商に9回サヨナラ負け、この大会の決勝でも新田高に敗れている。翌1990年夏の愛媛大会も準決勝で新田高にまたもや敗退、甲子園には出場できなかった。
高校卒業後は亜細亜大学へ進学。東都大学リーグでは優勝に届かず、1993年秋季リーグの3位が最高成績だったが、同期のエース入来祐作を擁し遊撃手として活躍した。リーグ通算74試合出場で246打数70安打、打率.285、4本塁打、27打点。1994年春季リーグでは首位打者・ベストナインを受賞した。3年後輩の井端弘和とも二遊間を組んだ。また4年秋は入替戦に敗れてチームが1部昇格以来初の2部降格で卒業となる。入来とともにドラフト指名候補ながら見送られる。
卒業後はNTT関東（後にNTT東日本となる）に入社。エース立石尚行を擁し、小笠原道大とともに中心打者として活躍。1996年の第67回都市対抗野球大会には小笠原、立石とともに新日鐵君津の補強選手として出場。一番打者として起用され準々決勝に進むが、朝日生命に敗退した。この時のチームメートに松中信彦、森慎二がいる。1998年はNTT関東、翌年は統合されたNTT東日本チームの一員として都市対抗に出場する。1998年の日本選手権では決勝で日本生命と対戦、9回裏に決勝打を放ち逆転サヨナラ勝ち、初優勝に貢献し優秀選手に選出されている。2000年の第71回都市対抗野球大会には、後にプロでチームメートとなるJR東日本の赤星憲広（大学後輩）やプリンスホテルの伊達昌司とともに東京ガスの補強選手として出場。1回戦の日本生命戦では先発の土井善和から本塁打を放つなど活躍した。
赤星、土井らと共に2000年シドニーオリンピック野球日本代表（アマ16人、プロ８人で構成）として遊撃手スタメンなどで出場。グループリーグの韓国戦では鄭珉台から先頭打者本塁打を放った（シドニー五輪では2本の本塁打を放つ）。それを見た野村克也（阪神タイガース）は、沖原を完全に注目していなかったスカウト陣に苦言を呈し、自ら同年秋の社会人野球日本選手権大会を視察、スカウト陣とともに早期から着目していた赤星・藤本敦士と同様に獲得を決めた。沖原に関してはドラフト当日まで阪神が持っていた情報は少なく、日本代表の遊撃手であることを好意的に解釈し獲得に至ったことを野村克也が漏らしている。
2000年度ドラフト会議にて、阪神タイガースから6位指名を受けて入団。社会人時代に結婚し、沖原のプロ入りに反対する妻を説得して、社会人野球の給料より安い年俸でのプロ入りだったという。野村はかなりの年長での指名を生前気にしていたようであり、沖原本人は後に「現役時代はそんなことはなかったんですけど、僕が引退してからはお会いするたびに、“社会人ならば安泰だったのに、プロに誘ってすまなかったな”と言われました。亡くなる前年にご自宅にお邪魔したときにも、そう言われました……」と明かしている。

### プロ入り後
入団時の背番号は、日本代表でも背負った8だったが、2002年に片岡篤史がFAを行使して入団したため、5へ変更された。当初は野村克也が命名したF1セブンの一員として知られていた。なお、野村の著書『野村ノート』によると、沖原は決して足が速いほうではなかったが、セブンの語呂がよかったために一員に入れたと語られている。因みに沖原は後年「F1セブンはいつ終わったのかはよくわからない」としつつも「F1セブン自体は野村さんが退団されたときに消滅した」と定義している。
2003年には規定打席不足ながら打率.341の成績を残した。同年7月23日の対ヤクルトスワローズ戦（阪神甲子園球場）では、11回裏に石井弘寿からサヨナラ適時打を放つなど勝負強さを発揮した。この年は1番を打っていた今岡誠の離脱によって、1番・二塁手で先発出場することがあった。同年9月15日の対広島東洋カープ戦では、1点差に詰め寄る適時打を放ち、最終回でも敬遠されたが赤星憲広がサヨナラ適時打を放ったことでリーグ優勝達成に貢献した。同年の日本シリーズ（対福岡ダイエーホークス戦）では、第7戦和田毅から三振を喫し、阪神の最後の打者となった。
2004年は、この年加入した鳥谷敬の台頭もあって、出場機会が前年の約3分の1に激減。2005年も当初出場機会に恵まれず6月10日に前田忠節との交換トレードでこの年から新規参入し、遊撃手の強化が求められた東北楽天ゴールデンイーグルスへ移籍。楽天球団として最初の交換トレード移籍で、更に合併編成以外での最初の移籍加入選手となった。楽天では離脱した高須洋介と入れ替わる形で、2番・遊撃手のレギュラーの座を獲得する。規定打席には到達しなかったものの、打率.313を記録し安打数はキャリアハイとなった。同年8月27日の対西武ライオンズ戦では、延長10回表に安打を放って西口文也の完全試合を阻止した。
2006年は楽天の新監督として野村克也が就任し、再び野村の下でプレーすることとなる。開幕こそは2番で迎えたものの、自身の打撃不振、さらには野村曰く「（沖原は）性格的に（2番に）向いていない」と言われ、下位打線に回される事が多くなり、ポジションも遊撃手と三塁手の併用となる。さらには塩川達也・西村弥が台頭したことで交流戦以降は二軍降格となり、そのままシーズンを終える。
2007年は開幕戦で9番・遊撃手に抜擢されて復活が期待されたが、同年3月29日に新人の田中将大と入れ替わる形で降格となった。交流戦後に再昇格を果たすが、夏場以降は再び降格して出番がなかった。
2008年は開幕を二軍で迎え、5月中旬に渡辺直人の離脱によって昇格を果たすもののすぐに再降格となった。そのまま再昇格することなく同年10月1日に戦力外通告を受け、現役を引退。

### 現役引退後
引退後は楽天の球団職員として、「楽天イーグルスベースボール・クラブ」のジュニアコーチとして野球指導を行った。その後、2012年に楽天ファームディレクターに就任した。2013年からは二軍打撃コーチ、2014年は二軍内野守備走塁コーチを務めた。2015年からは同球団の北関東地区担当のアマ・スカウトを務める。

## 詳細情報

### 年度別打撃成績
| 年 度     | 球 団     | 試 合 | 打 席 | 打 数 | 得 点 | 安 打 | 二 塁 打 | 三 塁 打 | 本 塁 打 | 塁 打 | 打 点 | 盗 塁 | 盗 塁 死 | 犠 打 | 犠 飛 | 四 球 | 敬 遠 | 死 球 | 三 振 | 併 殺 打 | 打 率 | 出 塁 率 | 長 打 率 | O P S |
| --------- | --------- | ----- | ----- | ----- | ----- | ----- | -------- | -------- | -------- | ----- | ----- | ----- | -------- | ----- | ----- | ----- | ----- | ----- | ----- | -------- | ----- | -------- | -------- | ----- |
| 2001      | 阪神      | 71    | 246   | 218   | 24    | 43    | 8        | 1        | 4        | 65    | 14    | 2     | 1        | 4     | 1     | 20    | 4     | 3     | 48    | 3        | .197  | .273     | .298     | .571  |
| 2002      | 阪神      | 63    | 137   | 121   | 12    | 30    | 6        | 1        | 2        | 44    | 8     | 1     | 0        | 13    | 0     | 3     | 0     | 0     | 26    | 3        | .248  | .266     | .364     | .630  |
| 2003      | 阪神      | 64    | 137   | 123   | 16    | 42    | 8        | 0        | 1        | 53    | 17    | 3     | 2        | 5     | 1     | 7     | 1     | 1     | 20    | 0        | .341  | .379     | .431     | .810  |
| 2004      | 阪神      | 21    | 25    | 24    | 3     | 6     | 1        | 0        | 0        | 7     | 2     | 2     | 1        | 0     | 0     | 1     | 0     | 0     | 8     | 0        | .250  | .280     | .292     | .572  |
| 2005      | 阪神      | 3     | 3     | 2     | 0     | 0     | 0        | 0        | 0        | 0     | 0     | 0     | 0        | 0     | 0     | 1     | 0     | 0     | 0     | 0        | .000  | .333     | .000     | .333  |
| 2005      | 楽天      | 64    | 288   | 265   | 32    | 83    | 15       | 0        | 1        | 101   | 23    | 3     | 3        | 10    | 1     | 12    | 0     | 0     | 49    | 6        | .313  | .342     | .381     | .723  |
| '05計     | 楽天      | 67    | 291   | 267   | 32    | 83    | 15       | 0        | 1        | 101   | 23    | 3     | 3        | 10    | 1     | 13    | 0     | 0     | 49    | 6        | .311  | .342     | .378     | .720  |
| 2006      | 楽天      | 60    | 203   | 186   | 16    | 38    | 4        | 2        | 0        | 46    | 12    | 3     | 2        | 8     | 1     | 7     | 0     | 1     | 29    | 8        | .204  | .236     | .247     | .483  |
| 2007      | 楽天      | 6     | 21    | 18    | 2     | 3     | 1        | 0        | 0        | 4     | 0     | 0     | 0        | 1     | 0     | 0     | 0     | 2     | 4     | 0        | .167  | .250     | .222     | .472  |
| 2008      | 楽天      | 14    | 34    | 33    | 2     | 8     | 1        | 0        | 0        | 9     | 0     | 0     | 0        | 0     | 0     | 1     | 0     | 0     | 9     | 0        | .242  | .265     | .273     | .538  |
| 通算：8年 | 通算：8年 | 366   | 1094  | 990   | 107   | 253   | 44       | 4        | 8        | 329   | 76    | 14    | 9        | 41    | 4     | 52    | 5     | 7     | 193   | 20       | .256  | .296     | .332     | .628  |

### 年度別守備成績
| 年 度 | 二塁  | 二塁  | 二塁  | 二塁  | 二塁  | 二塁     | 三塁  | 三塁  | 三塁  | 三塁  | 三塁  | 三塁     | 遊撃  | 遊撃  | 遊撃  | 遊撃  | 遊撃  | 遊撃     |
| 年 度 | 試 合 | 刺 殺 | 補 殺 | 失 策 | 併 殺 | 守 備 率 | 試 合 | 刺 殺 | 補 殺 | 失 策 | 併 殺 | 守 備 率 | 試 合 | 刺 殺 | 補 殺 | 失 策 | 併 殺 | 守 備 率 |
| ----- | ----- | ----- | ----- | ----- | ----- | -------- | ----- | ----- | ----- | ----- | ----- | -------- | ----- | ----- | ----- | ----- | ----- | -------- |
| 2001  | -     | -     | -     | -     | -     | -        | 1     | 0     | 1     | 0     | 0     | 1.000    | 70    | 113   | 194   | 10    | 34    | .968     |
| 2002  | -     | -     | -     | -     | -     | -        | -     | -     | -     | -     | -     | -        | 58    | 61    | 117   | 8     | 23    | .957     |
| 2003  | 15    | 28    | 23    | 2     | 5     | .962     | 36    | 7     | 18    | 1     | 2     | .962     | 15    | 16    | 21    | 2     | 4     | .949     |
| 2004  | -     | -     | -     | -     | -     | -        | 11    | 1     | 5     | 0     | 0     | 1.000    | 2     | 0     | 2     | 0     | 0     | 1.000    |
| 2005  | -     | -     | -     | -     | -     | -        | 1     | 0     | 0     | 1     | 0     | .000     | -     | -     | -     | -     | -     | -        |
| 2005  | -     | -     | -     | -     | -     | -        | -     | -     | -     | -     | -     | -        | 64    | 118   | 177   | 6     | 29    | .980     |
| '05計 | -     | -     | -     | -     | -     | -        | 1     | 0     | 0     | 1     | 0     | .000     | 64    | 118   | 177   | 6     | 29    | .980     |
| 2006  | -     | -     | -     | -     | -     | -        | 9     | 4     | 9     | 1     | 0     | .929     | 54    | 74    | 143   | 6     | 30    | .973     |
| 2007  | 2     | 2     | 4     | 0     | 0     | 1.000    | -     | -     | -     | -     | -     | -        | 4     | 5     | 7     | 1     | 0     | .923     |
| 2008  | -     | -     | -     | -     | -     | -        | 4     | 0     | 4     | 0     | 1     | 1.000    | 5     | 3     | 11    | 0     | 2     | 1.000    |
| 通算  | 17    | 30    | 27    | 2     | 5     | .966     | 62    | 12    | 37    | 3     | 3     | .942     | 272   | 390   | 672   | 33    | 122   | .970     |

### 記録
- 初出場・初先発出場：2001年3月30日、対読売ジャイアンツ1回戦（東京ドーム）、8番・遊撃手で先発出場
- 初安打：同上、7回表に上原浩治から中前安打
- 初本塁打・初打点：2001年4月1日、対読売ジャイアンツ3回戦（東京ドーム）、2回表に斎藤雅樹から左越ソロ
- 初盗塁：2001年7月18日、対読売ジャイアンツ18回戦（阪神甲子園球場）、5回裏に二盗（投手：桑田真澄、捕手：阿部慎之助）

### 背番号
- 8 （2001年）
- 5 （2002年 - 2005年途中）
- 32 （2005年途中 - 2008年）
- 81 （2013年 - 2014年）